# (10660) Felixhormuth
(10660) Felixhormuth – planetoida z pasa głównego asteroid okrążająca Słońce w ciągu 5 lat i 223 dni w średniej odległości 3,16 j.a. Została odkryta 26 marca 1971 roku przez Cornelisa i Ingrid van Houtenów na płytach Palomar Schmidt wykonanych przez Toma Gehrelsa. Nazwa planetoidy pochodzi od Felixa Hormutha, wytwórcy pomocniczych instrumentów astronomicznych Obserwatorium Calar Alto. Została zaproponowana przez L. Kurtze i Lutza Schmadela. Przed nadaniem nazwy planetoida nosiła oznaczenie tymczasowe (10660) 4348 T-1.